# Methana papua
Methana papua är en kackerlacksart som beskrevs av Robert Walter Campbell Shelford 1908. Methana papua ingår i släktet Methana och familjen storkackerlackor. Inga underarter finns listade i Catalogue of Life.